# August Kautz

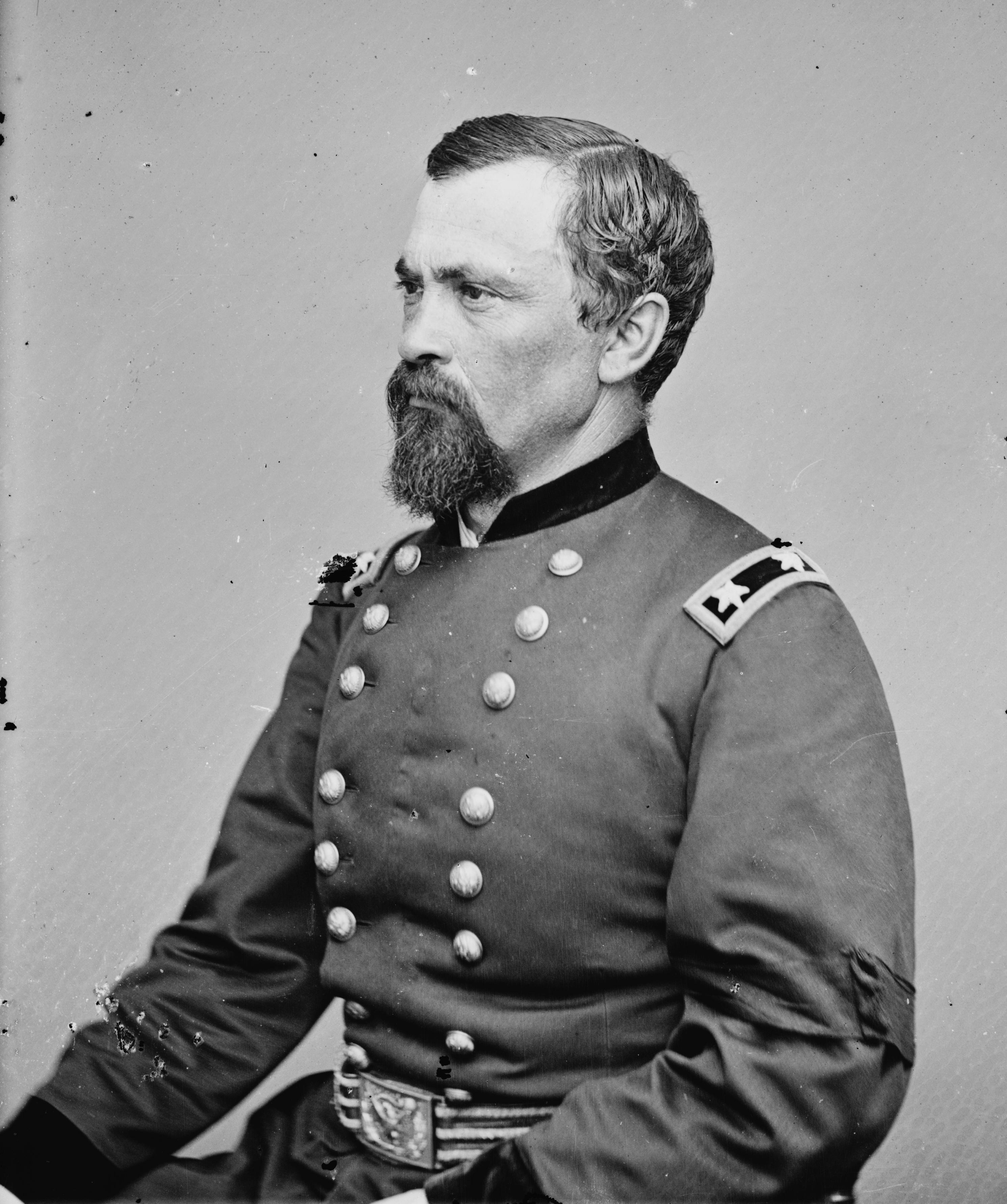
August Valentin Kautz

August-Valentin Kautz  (* 5. Januar 1828 in Ispringen, Großherzogtum Baden, Deutschland; † 4. September 1895 in Seattle, Washington) war ein deutschamerikanischer Kavallerieoffizier und Generalmajor des US-Heeres. Er war der Autor einiger Handbücher, die schließlich vom US-Militär übernommen wurden.

## Kindheit und Jugend
Die Eltern Kautz’, Johann Georg(e) Kautz und Dorothea Elisabetha Löwing, wanderten im Sommer 1828 aus Deutschland aus und erreichten die USA am 13. Oktober 1828. August Kautz wuchs in Georgetown, Ohio auf und besuchte dort eine Privatschule. Einer seiner Mitschüler war der spätere Präsident Ulysses S. Grant.
Kautz hatte drei Brüder.
August Kautz meldete sich am 8. Juni 1846 freiwillig für ein Jahr beim 1. Ohio-Infanterie-Regiment. Als einfacher Soldat nahm er am Mexikanisch-Amerikanischen Krieg teil und wurde am 14. Juni 1847 ehrenhaft entlassen.

## Leben bis zum Bürgerkrieg
Kautz wurde am 1. Juli 1848 als Kadett an die Militärakademie in West Point, New York berufen. Zu seinen Klassenkameraden gehörten die späteren Generale Crook, Slocum und Anderson (CSA). Kautz graduierte im Juni 1852 als 35. von 45 Mitschülern.
Kautz wurde mit dem Brevet-Rang Leutnant zum 4. US-Infanterie-Regiment nach Fort Columbus, New York versetzt. Er verlegte mit dem Regiment in das Oregon-Territorium und wurde dort am 24. März 1853 zum Leutnant im aktiven Heer befördert. Bei Kämpfen mit Indianern wurde er zweimal verwundet und am 4. Dezember 1855 zum Oberleutnant befördert.
Kautz heiratete nicht standesamtlich um 1856 Tenas Puss Nisqually, die Tochter eines Indianerhäuptlings und hatte mit ihr zwei Kinder. Während seiner Dienstzeit im Nordwesten war er ein Fürsprecher von Häuptling „Leschi“. Kautz glaubte, dass dessen Exekution im Rahmen des Yakima-Krieges unrechtmäßig war und Leschi wie ein Kriegsgefangener hätte behandelt werden müssen. Kurz vor Leschis Hinrichtung veröffentlichte Kautz zwei Berichte in der „Truth Teller“ Zeitung. Für eine Bildungsreise nach Europa wurde Kautz 1859 vom Dienst beurlaubt. Er kehrte 1860 in die USA zurück und wurde am 14. Mai 1861 zum Hauptmann befördert und zum Kompaniechef im 3. US-Kavallerie-Regiment ernannt. Am 3. August 1861 wurde Kautz zum neu aufgestellten 6. US-Kavallerie-Regiment versetzt und in den Verteidigungsstellungen rund um Washington, D.C. eingesetzt. Seine Lebensgefährtin blieb mit den Kindern im Washington-Territorium zurück.

## Bürgerkrieg
Während des Halbinsel-Feldzuges diente Kautz in der Potomac-Armee und wurde während des Feldzuges zum Regimentskommandeur ernannt. Seine Beförderung zum Oberst der Freiwilligenorganisation des Heeres erfolgte am 2. September 1862 mit seiner Versetzung zum 2. OH-Kavallerie-Regiment. Mit dem Regiment wurde Kautz zunächst nach Fort Scott, Kansas und ab dem 25. Dezember 1862 nach Camp Chase, Ohio – einem Gefängnis und Ausbildungslager – als dessen Kommandant versetzt. Am 27. April 1863 wurde Kautz zum Brigadekommandeur einer Kavalleriebrigade ernannt. Er war bei der Ergreifung des konföderierten General John Hunt Morgans während dessen Raid nach Ohio beteiligt. Deswegen wurde er am 9. Juni zum Brevet-Rang Major des aktiven Heeres befördert. Kautz war anschließend von August bis Dezember 1863 Kavallerieführer der Kavallerie der Ohio-Armee.
In den ersten vier Monaten 1864 war Kautz im Stab des Generals der Kavallerie in Washington, D.C. im Kriegsministerium eingesetzt. Anschließend übernahm er am 28. April 1864 das Kommando über die Kavalleriedivision der James-Armee, die er bis 11. März 1865 führte. In dieser Zeit war er am Wilson-Kautz-Raid als stellvertretender Kommandeur beteiligt. Während der Belagerung von Petersburg wurde Kautz mehrfach befördert:
- 7. Mai 1864 – Brigadegeneral der Freiwilligen
- 9. Juni 1864 – Brevet-Rang Oberstleutnant des aktiven Heeres
- 7. Oktober 1864 – Brevet-Rang Oberst des aktiven Heeres
- 28. Oktober 1864 – Brevet-Rang Generalmajor der Freiwilligen
- 13. März 1865 – Brevet-Rang Brigadegeneral des aktiven Heeres
Er nahm vor Richmond, Virginia und Petersburg, Virginia an vielen Schlachten ohne überragende Erfolge teil. Im März 1865 wurde er mit der Führung der 1. Division des XXV. Korps beauftragt. An der Spitze dieser aus Schwarzen bestehenden Divisionen marschierte er am 3. April 1865 in Richmond ein.

## Nach dem Bürgerkrieg
Kautz war vom 8. Mai – 15. Juli 1865 Mitglied der Militärkommission, die beauftragt worden war, die Umstände der Ermordung Präsident Abraham Lincolns aufzuklären. Danach wurde er Kommandeur des 34. US-Infanterie-Regiments und am 28. Juli zum Oberstleutnant befördert. Das Regiment war bis 1869 in verschiedenen Standorten im Südwesten eingesetzt.
Kautz übernahm am 15. März 1869 das Kommando über das 15. US-Infanterie-Regiment und führte in New Mexico mehrere Feldzüge gegen die Apachen durch. Er heiratete am 27. November 1872 die Musikerin, Malerin und aufstrebenden Schauspielerin Fannie Markbreit, mit der er zwei Kinder hatte. Kautz wurde am 8. Juni 1874 zum Kommandeur des 8. US-Infanterie-Regiments ernannt und zum Oberst befördert.
Am 22. März 1875 wurde Kautz zusätzlich zum Kommandeur des Wehrbereichs Arizona ernannt, den er drei Jahre Führte. Während dieser Zeit überwarf sich Kautz mit Bewohnern Arizonas, anderen Offizieren und dem Bureau of Indian Affairs wegen deren Umgang mit den Indianern. Auf Druck der öffentlichen und politischen Meinung knickte der Oberbefehlshaber des Heeres, General of the Army William T. Sherman ein und das Regiment wurde mit dem Kommandeur am 5. März 1878 nach Kalifornien verlegt. Kautz wurde am vor dem Kriegsgericht wegen öffentlicher Kritik am Judge Advocat General des US-Heeres angeklagt, jedoch am 4. Juni 1878 von allen Vorwürfen freigesprochen.
Kautz wurde am 20. April 1891 zum Brigadegeneral befördert und am 25. Juli 1891 zum Kommandeur im Wehrbereich des Columbias in den Bundesstaaten Washington und Oregon ernannt. Diesen führte er bis zu seiner Versetzung in den Ruhestand am 5. Januar 1892.

## Privatleben
Am 14. September 1865 heiratet Kautz in Hamilton County, Ohio Charlotte Delamater Tod, eine Tochter des 25. Gouverneurs von Ohio, David Tod.
Bis zu seinem Tod lebte Kautz in Seattle, Washington. Er wurde auf dem Nationalfriedhof Arlington in Virginia beigesetzt.

## Werke
- August V. Kautz: The Company Clerk. Lippincott & Co, Philadelphia, Pa 1864 (englisch, google.de).

- August V. Kautz: The 1865 Customs of Service for Non-Commissioned Officers & Soldiers. Stackpole Books, Mechanicsburg, Pa 2001, ISBN 978-0-8117-0399-4 (englisch, 64thill.org [PDF]).

- August V. Kautz: Customs of Service for Officers. Stackpole Books, Mechanicsburg, Pa 2002, ISBN 978-0-8117-0006-1 (englisch, 64thill.org [PDF]).
- August V. Kautz: Nothing Worthy of Note Transpired Today: The Northwest Journals of August V. Kautz. Tacoma Public Library, August 1978, OCLC 183268629 (englisch).
- Aubrey L. Haines: Mountain Challenge, 1857: Journal of Lt. August V. Kautz on Mount Rainier. In: The Pacific Northwest Quarterly. Band 48, Nr. 4, Oktober 1957, S. 134–138, JSTOR:40487264.
- Martin F. Schmitt: From Missouri to Oregon in 1860: The Diary of August V. Kautz. In: The Pacific Northwest Quarterly. Band 37, Nr. 3, Juli 1946, S. 193–230, JSTOR:40732722.